# Лавровское муниципальное образование (Краснокутский район)
Лавровское сельское поселение — муниципальное образование в составе Краснокутского района Саратовской области. Административный центр — село Лавровка. На территории поселения находятся 3 населённых пункта — 3 села.

## Населённые пункты
- село Лавровка — административный центр;
- село Горецкое;
- село Пшеничное.